# 아사히정 (니가타현)
아사히정(朝日町)은 니가타현 가리와군에 있던 정이다. 

## 역사
- 1956년 9월 30일 - 이시지정, 나이고촌이 합병해 아사히정이 성립하였다.
- 1959년 4월 10일 - 후타다촌의 일부와 합병해 니시야마정이 되었다.

## 참고문헌
- 『角川日本地名大辞典』15 新潟県
- 『日本歴史地名体系（第15巻）新潟県の地名』、平凡社、1986年。